# Schülp, Dithmarschen
Schülp là một đô thị thuộc huyện Dithmarschen, trong bang Schleswig-Holstein, nước Đức. Đô thị Schülp, Dithmarschen có diện tích 9,27 km², dân số thời điểm 31 tháng 12 năm 2006 là 489 người.